# Molophilus paucispinus
Molophilus paucispinus là một loài ruồi trong họ Limoniidae. Chúng phân bố ở miền Cổ bắc.